# Джеймс Гамільтон, 1-й герцог Гамільтон
Джеймс Гамільтон (англ. James Hamilton; 19 липня 1606 — 9 березня 1649) — І герцог Гамільтон (1643—1649), ІІІ маркіз Гамільтон (1625—1649), VI граф Арран, ІІ граф Кембрідж, І маркіз Клайдсдейл (1643—1649), вождь клану Гамільтон — шотландський аристократ, державний діяч Шотландії та Англії часів Англійської революції, рояліст, прибічник короля Англії Карла І. Страчений згідно рішення англійського парламенту після поразки військового походу в Англію так званих «інгейджерів», який він очолював.

## Життєпис

### Молоді роки

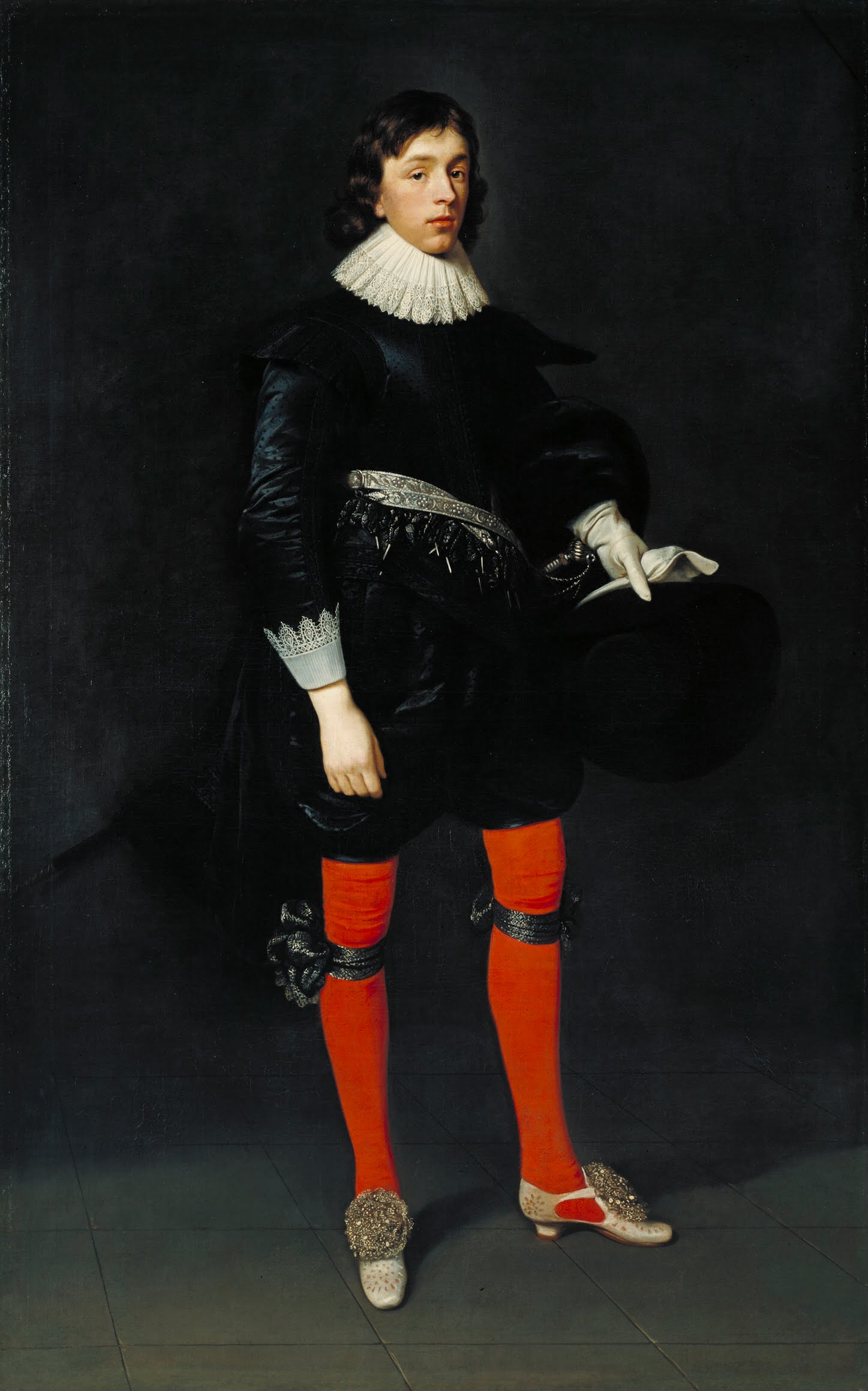
Джеймс Гамільтон — портрет 1623 року.

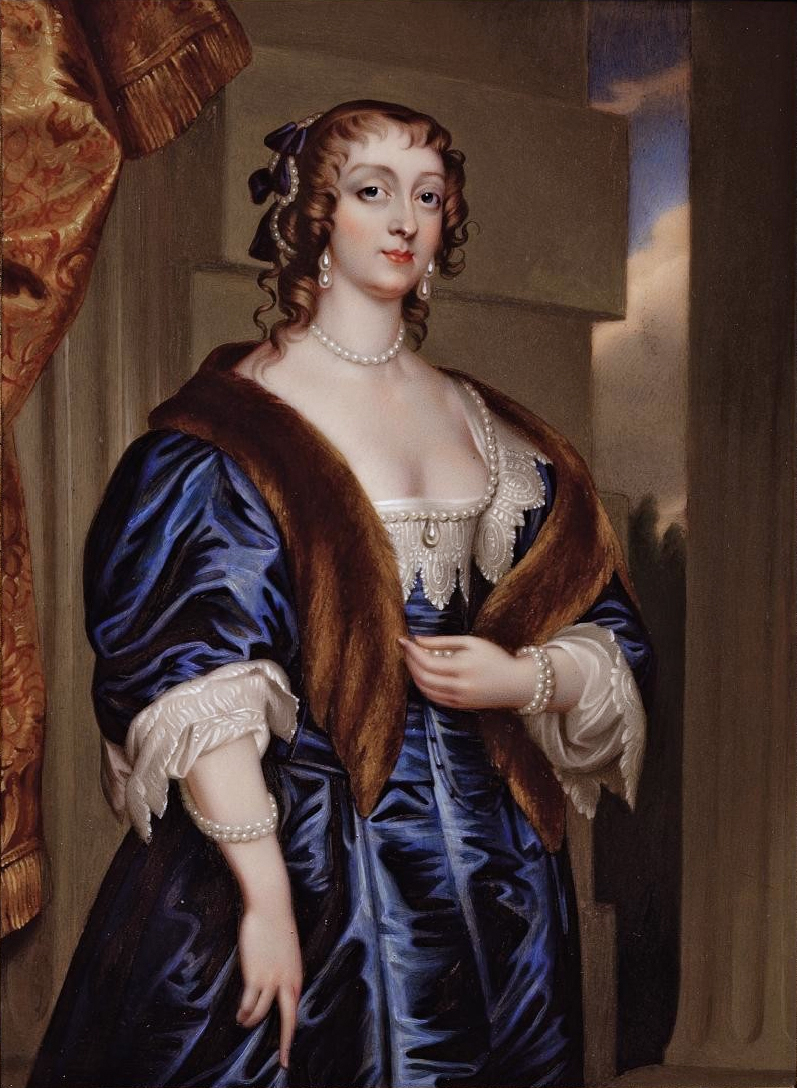
Леді Маргарет (Мері) Філдінг — герцогиня Гамільтон.

Джеймс Гамільтон був старшим сином Джеймса Гамільтона , ІІ маркіза Гамільтон та леді Анни Каннінгем. Рід Гамільтон вважався першим по шляхетності в Шотландії після Стюартів і зберігав право на успадкування трону Шотландії. Дитинство Джеймса Гамільтона пройшло в Шотландії під опікою його матері, що була радикальною протестанткою. У 1620 році він прибув в Лондон до двору короля Англії та Шотландії Якова І. У віці 16 років Джеймс Гамільтон одружився з племінницею фаворита короля маркіза Бекінгема — Мері Філдінг, що походила з не дуже шляхетної англійської родини. Цей шлюб обтяжував Джеймса Гамільтона протягом всього його життя.
У 1623 році Джеймс Гамільтон супроводжував спадкоємця корони Англії Та Шотландії принца Карла в Іспанію і під час цієї подорожі подружився з ним. Після повернення в Лондон Джеймс Гамільтон зайняв головне місце в свиті Карла І, що в 1625 році став королем Англії та Шотландії. У тому ж році помер батько Джеймса Гамільтона, що лишив сину у спадок величезні володіння, землі і маєтки в Шотландії, титул маркіза Гамільтона. У 1628 році Джеймс Гамільтон отримав посаду королівського конюха — одну з найвищих посад у шляхетній ієрархії.
У 1631 році молодий маркіз Гамільтон набрав армію в Англії та Шотландії чисельністю більше 6 000 багнетів і відправився до Німеччини воювати в армії короля Швеції Густава ІІ Адольфа — лідера протестантського табору в Тридцятирічній війні. Але ще до початку боїв в таборі маркіза Гамільтона почалася епідемія і більшість солдат померли. У 1632 році за наказом короля він повернувся до Англії, але підтримував зв'язки з континентальними протестантами і представляв в Англії інтереси короля Швеції Густава ІІ Адольфа та курфюрста Пфальського.
У березні 1633 року маркіз Гамільтон був включений до Таємної Ради короля Англії та Шотландії. Під час візиту короля до Шотландії він брав учать у перемовинах з шотландськими кланами та шотландськими суспільними станами щодо умов оподаткування. Не дивлячись на те, що маркіз Гамільтон практично не бував у Шотландії, був сильно англоїзований, він став головним радником короля з питань Шотландії (за виключенням релігійних проблем). Це викликало сильний спротив і антагонізм між королем та кланами Шотландії і призвело до фатальних помилок короля у політиці щодо Шотландії.
У цей час Джеймс Гаимільтон активно займався меценатством, збирав колекції картин італійських художників. Він брав участь у комерційних проектах, які принесли йому значні прибутки.

### Представник короля
У 1637 році в Шотландії спалахнуло повстання на захист пресвітеріанської конфесії проти англіканської церкви, яку хотів запровадити в Шотландії король Карл І. Джеймс Гамільтон 8 травня 1638 року був призначений представником короля Карла І в Шотландії. Він був відправлений на перемовини з лідерами шотландських ковенанторів. Оскільки Джеймс Гамільтон належав до клану, який був в свій час лідером шотландських протестантів, мав сильний вплив на шотландську аристократію, ніколи не був помічений в симпатіях до католиків, король сподівався, що маркіз може отримати довіру в повстанців і зможе з ними домовитись. Джеймс Гамільтон привіз шотландцям пропозицію короля Карла І про зупинку церковних реформ з умовою, що повстанці відмовляться від Національного конвенанту. Король намагався виграти час і не хотів іти на поступки, які хоч трохи б зменшили абсолютну владу короля.
У Шотландії Гамільтон виявив, що його пропозиції не знаходять розуміння. Шотландці, в тому числі і вища аристократія, і вожді кланів об'єдналися навколо Ковенанту. Навіть Таємна Рада Шотландії (Лорн, граф Траквер та інші) симпатизували Ковенантському руху. У червні 1638 року Джеймс Гамільтон був змушений повернутись до Англії, не досягнувши ніяких результатів. Постання продовжувало ширитись, ковенантори посилено озброювалися, готувались до опору в випадку збройної інтервенції англійської армії. Карлі І довелось відмінити англіканські церковні канони в Шотландії, скликати Генеральну Асамблею Шотландської церкви.
У листопаді 1638 року маркіз Гамільтон знову прибув до Шотландії як представник короля брати учать у Генеральній Асамблеї Шотландської церкви. Більшість депутатів асамблеї складали ковенантори, що дозволили їм ухвалити рішення не тільки про відміну англіканських нововведень в пресвітеріанському богослужінні, але і ліквідувати єпископат. Джеймс Гамільтон намагався не допустити ухвалення рішення про ліквідацію єпископату і наказав розпустити асамблею. Але депутати відмовились виконати цей наказ і продовжили засідання. Ліквідація єпископату означала розрив з королем. У 1639 році почалась так звана Єпископська війна між шотландцями і королем Карлом І.
У період Першої Єпископської війни маркіз Гамільтон командував королівським флотом, що мав би висадити десант в Шотландії. Мати маркіза Гамільтона — радикальна пресвітеріанка леді Каннінгем дізнавшись про це, особисто прибула в Лейт і заявила, що вона власноручно вб'є сина, якщо він висадить англійські війська в Шотландії.
Експедиція Джеймса Гамільтона провалилась — лише одному кораблю з королівської ескадри вдалося висадитись біля Абердіна, але солдати десанту були вщент розбиті армією ковенанторів під командою маркіза Монтроза. Королівські війська, які намагалися вдертися в Шотландію з півдня, були зупинені біля Беріка шотландською армією під командою Олексадра Леслі. Король Карл І змушений був піти на мир, а Джеймс Гамільтон в червні 1639 році склав з себе повноваження королівського представника.

### Перемовини в Шотландії
Під час Другої Єпископської війни Джеймс Гамільтон зрозумів неможливість вирішити військовим шляхом шотландську проблему. Він виступив проти ідеї короля подавити шотландське повстання за допомогою армії ірландських католиків. Маркіз кілька разів відвідував Шотландію, спробував переконати ковенанторів перейти на бік короля — на британських островах піднімалася революція. Одночасно він боровся проти впливу на Карла І з боку графа Страффорда, прихильника військового удару по Шотландії і перемоги будь що. Джеймс Гамільтон підтримав імпічмент графа англійським парламентом у 1641 році. Джеймс Гамільтон намагався переконати короля піти на поступки шотландцям, дозволити утвердити Ковенант. На думку маркіза Гамільтона без таких поступок неможливо було досягти миру в країні і тотальна громадянська війна, революція і падіння монархії неминучі.
Влітку 1641 року Джеймс Гамільтон супроводжував короля Карла І під час його візиту в Шотландію. Маркіз пішов на спілку з графом Аргайлом — лідером радикальної групи ковенанторів і брав участь у боротьбі графа Аргайл з маркізом Монтрозом. Інтриги Джеймса Гамільтона дещо зміцнили його позиції в середовищі ковенанторів, але роялістам не принесли ніякої користі.
У 1641 році громадянська війна на Британських островах розгорілась на повну силу. Джеймс Гамільтон повернувся до Шотландії з метою запобігти виступу ковенанторів на стороні англійського парламенту і республіканців. Для цього Джеймс Гамільтон пропонував шотландському уряду поступки з боку короля, зокрема гарантії недоторканості пресвітеріанства в Шотландії. Така діяльність Гамільтона викликаоа спротив з боку графа Аргайла, що підтримав ідею шотландської інтервенції в Англію і не допомогла об'єднанню Гамільтона з маркізом Монтрозом, що став тепер роялістом і виступав проти поступок ковенанторам. Джеймсу Гамільтону вдалось переконати Таємну Раду Шотландії підтримати короля, але в Генеральній Асамблеї більшість належала радикальним протестантам. У квітні 1643 році в подяку за службу Карл І дарував Джеймсу Гамільтону титул герцога.
Влітку 1643 року Генеральна Асамблея затвердила Урочисту лігу та Конвенант, оформила спілку шотландського та англійського парламенту проти короля. За це і за шотландську армію парламент Англії погодився реформувати англійську церкву згідно пресвітеріанському зразку. Це був крах політики Джеймса Гамільтона. У листопаді 1643 року Джеймс Гамільтон прибув в Оксфорд до двору короля Карла І. Герцог Гамільтон був заарештований і кинутий за ґрати в замок Пенденніс в Корнуолі. На початку 1644 року шотландські війська ввійшли на територію Англії і з'єдналися з армією англійського парламенту.
Провал політики Джеймса Гамільтона був спричинений не тільки посиленням радикальних протестантів в Шотландії, але і позицією короля, що вперто не хотів іти ні на які поступки, навіть в умовах кризи королівської влади і не бажав поступитися своїми релігійними переконаннями.

### Інгейджмент
Військова підтримка, яку шотландська армія надала англійському парламенту, викликала в середині 1644 року початок громадянської війни в Шотландії. На чолі армії роялістів став видатний полководець маркіз Монтроз, що був призначений 1 лютого 1644 року намісником короля в Шотландії. Джеймс Гамільтон перебував під арештом, він не міг надати ніякої підтримки роялістам. Низка тріумфальних перемог маркіза Монтроз завершилась 13 вересня 1645 році повним розгромом його армії в битві під Філіпхоу.
У квітні 1646 році Джеймс Гамільтон був звільнений армією англійського парламенту. Він негайно поїхав до короля, що в той час здався на милість шотландської армії. Повернувши собі довіру короля, Джеймс Гамільтон знову намагався переконати короля піти на поступки ковенанторам. Але навіть в полоні король Карл І відмовився піти на будь-які поступки і компроміси. Це була фатальна помилка короля: в січні 1647 року його видали англійській армії, а в червні того ж року король був захоплений індепендентами — радикальними республіканцями, що контролювали англійську армію.
Восени 1647 року владу в Англії захопили індепенденти на чолі з Олівером Кромвелем. Це був крах надій шотландців на компроміс з владою Англії. Це створило нову можливість для перемовин з королем . 27 грудня представники парламенту Шотландії підписали угоду з королем Карлом І, що ввійшла в історію як «Інгейджмент». Король в обмін на військову допомогу Шотландії погоджувався на встановлення пресвітеріанства не тільки в Шотландії, але і в Англії. Інгейджмент став основним досягненням Джеймса Гамільтона.
Навесні 1648 року Інгейджмент був затверджений парламентом Шотландії, почалось формування армії на допомогу королю. Армію очолив особисто герцог Джеймс Гамільтон. У травні 1648 року шотландська армія ввійшла на територію Англії. Але Джеймс Гамільтон не мав ніяких талантів полководця. Не дивлячись на значну перевагу шотландська армія була вщент розбита 17-19 серпня 1648 року в битві під Престоном. Джеймс Гамільтон спробував втекти від переслідування супротивником. Але потрапив в полон.

### Смертна кара
Палата лордів англійського парламенту запропонувала звільнити Джеймса Гамільтона при умові виплати їм штрафу в розмірі 100 000 фунтів стерлінгів. Але в грудні 1648 року Олівер Кромвель розігнав парламент. Герцога Гамільтона кинули в тюрму замку Віндзор. Олівер Кромвель пропонував зберегти життя Гамільтону в обмін на імена англійської шляхти, що підтримала вторгнення інгейджерів. Герцог Гамільтон відмовився, і в лютому 1649 році після страти короля Карла І герцог опинився на лаві підсудних та був визнаний винним у державній зраді. 9 березня 1649 року він зійшов на ешафот і втратив голову в Вестмінстері.

## Спрадкоємці і діти
Джеймс Гамільтон одружився з леді Маргарет (Мері) Філдінг. У них було шестеро дітей, четверо з них померли в дитинстві. Діти:
- Генрієтта Марія Гамільтон (1631—1632)
- Енн Гамільтон (1632—1716) — пізніше юридично герцогиня Гамільтон
- Сусанна Гамільтон (1633—1694) — вийшла заміж за Джона Кеннеді — VII графа Кассіліс у 1668 році
- Чарльз Гамільтон — граф Арран (близько 1630 — похований 30 квітня 1640 у Вестмінстерському абатстві)
- Джеймс Гамільтон (1635—1639)
- Вільям Гамільтон (1636—1638)

Після смерті трьох синів Джеймса Гамільтона спадкоємцем герцогства став брат Джеймса — Вільям Гамільтон — граф Ланарк. Після смерті Вільяма Гамільтона в Вустері в 1651 році шотландські титули Джеймса Гамільтона повернувся до старшої дочки 1-го герцога — Енн Гамільтон. Вона вийшла заміж за Вільяма Дугласа — граф Селкірк, який став герцогом Гамільтон.